# USATF Throws Fest 2021
Das USATF Throws Fest 2021 war eine Leichtathletik-Veranstaltung die am 22. Mai 2021 im Roy P. Drachman Stadium in Tucson im US-Bundesstaat Arizona stattfand. Die Veranstaltung war Teil der World Athletics Continental Tour zählten zu den Silber-Meetings, der zweithöchsten Kategorie dieser Leichtathletik-Serie.

## Resultate

### Männer

#### Hochsprung
| Platz | Athlet              | Land | Höhe (m) |
| ----- | ------------------- | ---- | -------- |
| 1     | Shelby McEwen       | USA  | 2,33 PB  |
| 2     | Django Lovett       | CAN  | 2,29 SB  |
| 3     | Woo Sang-hyeok      | KOR  | 2,26 =SB |
| 4     | Justice Summerset   | USA  | 2,20     |
| 4     | Jeron Robinson      | USA  | 2,20     |
| 6     | Jamal Wilson        | BHS  | 2,20 SB  |
| 7     | Trey Culver         | USA  | 2,15     |
| 8     | Javen Reeves        | USA  | 2,15     |
| 9     | Stefan Duvivier     | CAN  | 2,10 =SB |
| 10    | Roderick Townsend   | USA  | 2,10     |
| 11    | Kris Kornegay-Gober | USA  | 2,05 =SB |

#### Kugelstoßen
| Platz | Athletin              | Land | Weite (m)   |
| ----- | --------------------- | ---- | ----------- |
| 1     | Ryan Crouser          | USA  | 23,01 WL PB |
| 2     | Joe Kovacs            | USA  | 22,04       |
| 3     | Darrell Hill          | USA  | 21,88       |
| 4     | Tomas Walsh           | NZL  | 21,62       |
| 5     | Chukwuebuka Enekwechi | NGR  | 21,19 SB    |
| 6     | Josh Awotunde         | USA  | 21,18       |
| 7     | Nick Ponzio           | USA  | 21,07       |
| 8     | Dotun Ogundeji        | NGR  | 20,74       |
| 9     | Tim Nedow             | CAN  | 20,28       |
| 10    | Payton Otterdahl      | USA  | 20,25       |
| 11    | Roger Steen           | USA  | 20,02       |
| 12    | Jordan Geist          | USA  | 19,83       |
| 13    | Nikolaos Skarvelis    | GRC  | 19,82       |
| 14    | Curtis Jensen         | USA  | 19,67 SB    |

#### Diskuswurf
| Platz | Athletin         | Land | Weite (m) |
| ----- | ---------------- | ---- | --------- |
| 1     | Alex Rose        | SAM  | 67,48 NR  |
| 2     | Fedrick Dacres   | JAM  | 65,20     |
| 3     | Brian Williams   | USA  | 62,96     |
| 4     | Sam Mattis       | USA  | 62,77 SB  |
| 5     | Kord Ferguson    | USA  | 62,76     |
| 6     | Josh Syrotchen   | USA  | 60,68     |
| 7     | Jordan Young     | CAN  | 60,68     |
| 8     | Duke Kicinski    | USA  | 60,28     |
| 9     | Jason Harrell    | USA  | 59,44     |
| 10    | Kai Chang        | JAM  | 58,71     |
| 11    | Reggie Jagers    | USA  | 58,47     |
| 12    | Benjamin Hammer  | USA  | 58,35     |
| 13    | Jared Schuurmans | USA  | 57,74     |
| 14    | Colin Quirke     | IRL  | 55,77     |

#### Hammerwurf
| Platz | Athletin          | Land | Weite (m) |
| ----- | ----------------- | ---- | --------- |
| 1     | Rudy Winkler      | USA  | 81,44     |
| 2     | Sean Donnelly     | USA  | 79,27 PB  |
| 3     | Daniel Haugh      | USA  | 79,03 PB  |
| 4     | Alex Young        | USA  | 77,07 PB  |
| 5     | Brock Eager       | USA  | 75,84 PB  |
| 6     | Conor McCullough  | USA  | 74,97 SB  |
| 7     | Morgan Shigo      | USA  | 74,47     |
| 8     | Michael Shanahan  | USA  | 72,84     |
| 9     | Roberto Sawyers   | CRC  | 69,68     |
| 10    | Isaiah Rogers     | USA  | 69,01 PB  |
| 11    | Jordan Crayon     | USA  | 66,99 SB  |
| 12    | Israel Oloyede    | USA  | 66,54     |
|       | Denzel Comenentia | NED  | NM        |

#### Speerwurf
| Platz | Athletin          | Land | Weite (m) |
| ----- | ----------------- | ---- | --------- |
| 1     | Curtis Thompson   | USA  | 81,44     |
| 2     | Riley Dolezal     | USA  | 79,86     |
| 3     | Ethan Shalaway    | USA  | 77,67     |
| 4     | Carlos Armenta    | MEX  | 76,98 SB  |
| 5     | Michael Shuey     | USA  | 76,27     |
| 6     | Denham Patricelli | USA  | 75,46 PB  |
| 7     | David Carreón     | MEX  | 74,94     |
| 8     | Sam Hardin        | USA  | 73,17     |
| 9     | Marc Minichello   | USA  | 70,82     |
| 10    | Justin Carter     | USA  | 69,09     |
| 11    | Parker Spearman   | USA  | 64,30     |
| 12    | Nick Howe         | USA  | 63,17     |

### Frauen

#### Hochsprung
| Platz | Athlet                | Land | Höhe (m) |
| ----- | --------------------- | ---- | -------- |
| 1     | Vashti Cunningham     | USA  | 1,99 SB  |
| 2     | Jelena Rowe           | USA  | 1,96 PB  |
| 3     | Rachel McCoy          | USA  | 1,93 =PB |
| 4     | Inika McPherson       | USA  | 1,90 SB  |
| 5     | Shelley Spires        | USA  | 1,87     |
| 6     | Tynita Butts Townsend | USA  | 1,87 =SB |
| 7     | Amina Smith           | USA  | 1,82     |
| 8     | Nicole Greene         | USA  | 1,82     |
| 9     | Priscilla Frederick   | ATG  | 1,77     |
| 10    | Krystle Schade        | USA  | 1,77     |

#### Kugelstoßen
| Platz | Athlet              | Land | Weite (m) |
| ----- | ------------------- | ---- | --------- |
| 1     | Jessica Woodard     | USA  | 18,85     |
| 2     | Jessica Ramsey      | USA  | 18,63 =SB |
| 3     | Sarah Mitton        | CAN  | 18,46     |
| 4     | Lloydricia Cameron  | JAM  | 18,08     |
| 5     | Jorinde van Klinken | NED  | 18,06 PB  |
| 6     | Rachel Fatherly     | USA  | 17,60     |
| 7     | Haley Teel          | USA  | 17,05     |
| 8     | Ivana Gallardo      | CHI  | 16,71     |

#### Diskuswurf
| Platz | Athlet               | Land | Weite (m)   |
| ----- | -------------------- | ---- | ----------- |
| 1     | Jorinde van Klinken  | NED  | 70,22 WL PB |
| 2     | Shadae Lawrence      | JAM  | 67,05 NR    |
| 3     | Kelsey Card          | USA  | 63,18       |
| 4     | Rachel Dincoff       | USA  | 62,39       |
| 5     | Chioma Onyekwere     | NGR  | 61,89       |
| 6     | Gabi Jacobs          | USA  | 60,93 PB    |
| 7     | Alex Collatz Sellens | USA  | 59,02 SB    |
| 8     | Micaela Hazlewood    | USA  | 58,76       |
| 9     | Jere Summers-Hall    | USA  | 56,17 SB    |
| 10    | Summer Pierson       | USA  | 53,17       |
|       | Whitney Ashley       | USA  | NM          |

#### Hammerwurf
| Platz | Athlet              | Land | Weite (m) |
| ----- | ------------------- | ---- | --------- |
| 1     | Gwen Berry          | USA  | 76,79 SB  |
| 2     | Brooke Andersen     | USA  | 76,36     |
| 3     | DeAnna Price        | USA  | 75,88     |
| 4     | Janee' Kassanavoid  | USA  | 75,50 PB  |
| 5     | Annette Echikunwoke | NGR  | 75,49 AR  |
| 6     | Lauren Bruce        | NZL  | 72,70     |
| 7     | Erin Reese          | USA  | 69,47     |
| 8     | Lara Boman          | USA  | 68,26     |
| 9     | Whitney Simmons     | USA  | 64,97     |
| 10    | Michaela Dendinger  | USA  | 64,11     |
| 11    | Jillian Weir        | CAN  | 64,10     |
| 12    | Agnė Lukoševičiūtė  | LTU  | 63,10     |
| 13    | Christina MacDonald | USA  | 56,13     |

#### Speerwurf
| Platz | Athlet            | Land | Weite (m) |
| ----- | ----------------- | ---- | --------- |
| 1     | Maggie Malone     | USA  | 63,81 PB  |
| 2     | Ariana Ince       | USA  | 61,64 SB  |
| 3     | Elizabeth Gleadle | CAN  | 61,41     |
| 4     | Kara Winger       | USA  | 60,97     |
| 5     | Avione Allgood    | USA  | 57,31     |
| 6     | Luz Castro        | MEX  | 53,90     |
| 7     | Katie Reichert    | USA  | 52,87     |
| 8     | Chantae McMillan  | USA  | 49,70     |